# Thomas A. Steitz
Thomas Arthur Steitz (23. srpna 1940, Milwaukee, Wisconsin, USA – 9. října 2018, Branford, Connecticut) byl americký biochemik, který společně s Venkatramanem Ramakrishnanem a Adou Jonathovou v roce 2009 získal Nobelovu cenu za chemii za objasnění struktury a funkce ribozomů – buněčných „továren na bílkoviny“.
Působil jako profesor molekulární biofyziky a biochemie na Lékařském institutu Howarda Hughese při Yaleově univerzitě. Hlavním předmětem jeho zájmu bylo zkoumání buněčných struktur pomocí rentgenové krystalografie. Podařilo se mu zjistit mechanismy působení různých enzymů a mechanismy syntézy bílkovin v ribozomech. Usiloval také o vývoj léků proti mikrobům odolným vůči dosavadním antibiotikům.

## Biografie
Steitz se narodil v Milwaukee ve Wisconsinu. Oba rodiče studovali na univerzitě, cenili si vzdělání a očekávali, že jejich pět dětí bude mít dobré výsledky ve škole. Na střední škole navštěvoval Thomas kromě akademických předmětů výtvarné a hudební kurzy a dílny, které zahrnovaly elektrotechnické a kovodělné práce a práci se dřevem. Vyráběl nábytek a od základu sestavil elektromotor. Tyto základní dovednosti v práci s nástroji a materiály následně využil při stavbě modelů bílkovin. Měl rád hudbu, za hru na saxofon získal ocenění na několika soutěžích a krátce uvažoval o hudební kariéře. Nakonec dospěl k závěru, že pokud se bude zabývat vědou, může se hudbě věnovat jako koníčku, ale pokud by se věnoval hudbě, vědu jako koníček by mít nemohl.
V roce 1962 absolvoval studium chemie na Lawrence University v Appletonu ve Wisconsinu. V roce 1966 získal doktorát z biochemie a molekulární biologie na Harvardově univerzitě, kde pracoval pod vedením pozdějšího nositele Nobelovy ceny za chemii z roku 1976 Williama Lipscomba. V letech 1967–1970 se věnoval postdoktorskému výzkumu v Laboratoři molekulární biologie Medical Research Council v britské Cambridgi. Během asi dvou měsíců se zde seznámil téměř se všemi z celé laboratoře, včetně Maxe Perutze, Francise Cricka, Fredericka Sangera a Sydney Brennera.
Krátce zastával místo docenta na Kalifornské univerzitě v Berkeley, ale rezignoval na něj kvůli tomu, že univerzita nepřijala jeho manželku Joan na místo profesorky, protože byla žena. Místo toho v roce 1970 oba nastoupili na fakultu na Yaleově univerzitě, kde Steitz pokračoval v práci na buněčné a strukturní biologii. Spolu s Peterem Moorem určili pomocí rentgenové krystalografie atomovou strukturu velké ribozomální podjednotky 50S a své výsledky publikovali v roce 2000 v časopise Science. Tato práce měla zásadní význam pro pochopení mechanismu syntézy proteinů na molekulární úrovni a přispěla také k vývoji nových antibiotik. V roce 2009 byla Steitzovi za jeho výzkum ribozomů udělena Nobelova cena za chemii.
Byl jedním ze zakladatelů společnosti Rib-X Pharmaceuticals, později Melinta Therapeutics, která vyvíjí nová antibiotika cílená na bakteriální ribozomy.
Byl ženatý s významnou molekulární bioložkou Joan A. Steitz, která je také profesorkou molekulární biofyziky a biochemie na Yaleově univerzitě. Žili spolu v Branfordu ve státě Connecticut a měli syna Jona. Dne 9. října 2018 zemřel Steitz na rakovinu slinivky břišní.